# Mount Hood Avenue megállóhely
Mount Hood Avenue megállóhely a Metropolitan Area Express piros vonalának megállója az Oregon állambeli Portlandben, a Cascade Station bevásárlóközpont északi végénél.
A peronoktól 370 méterre délkeletre fut a névadó Mount Hood Avenue.
| Előző állomás                            |  | Metropolitan Area Express |  | Következő állomás                        |
| ---------------------------------------- |  | ------------------------- |  | ---------------------------------------- |
| Cascadestovább Beaverton pályaudvar felé |  | Piros vonal               |  | Portland International Airportvégállomás |

## Fordítás
- Ez a szócikk részben vagy egészben  a   Mt Hood Ave MAX Station című angol Wikipédia-szócikk ezen változatának fordításán alapul.  Az eredeti cikk szerkesztőit annak laptörténete sorolja fel. Ez a jelzés csupán a megfogalmazás eredetét és a szerzői jogokat jelzi, nem szolgál a cikkben szereplő információk forrásmegjelöléseként.